# 傾理論
数学、特に表現論において、傾理論（けいりろん、英: tilting theory）は多元環上の加群の圏をいわゆる傾加群（けいかぐん、英: tilting module）と付随する傾関手（けいかんしゅ、英: tilting functor）によって関連づける方法を記述する。ここで一方の多元環は他方の多元環上の傾加群の自己準同型多元環である。
傾理論は Bernšteĭn, Gelfand & Ponomarev (1973) によって導入された鏡映関手によって動機づけられた。これらの関手は箙の表現を関連づけていた。これらの関手は　Auslander, Platzeck & Reiten (1979) によって再定式化され、（傾関手を導入した）Brenner & Butler (1980) によって一般化された。

## 定義
体上の有限次元単位的結合多元環 A をとる。有限生成右 A 加群 T が以下の3つの性質を満たすとき傾加群であるという。
- 加群 T の射影次元が高々1である；つまり、射影加群の射影部分加群による商である
- ExtA1(T, T) = 0
- 右 A 加群 A が T の有限直和の直和因子間の全射の核（カーネル）である

傾加群 T が与えられたとき、B = EndA(T) とおく。これは有限次元多元環で、T は有限生成左 B 加群である。傾関手 HomA(T, –), ExtA1(T, –), – ⊗B T, TorB1(–, T) は有限生成右 A 加群の圏 mod A と有限生成右 B 加群の圏 mod B を関連づける。
実際には加群圏が極めてよく理解されている有限次元遺伝的多元環 A を考えることが多い。有限次元遺伝的多元環上の傾加群の自己準同型多元環は tilted algebra 
と呼ばれる。

## 事実
有限次元単位的結合多元環 A をとり、T を A 上の傾加群、B = EndA(T) とする。ここで  F = HomA(T, –), F′ = ExtA1(T, –), G = – ⊗B T, G′ = TorB1(–, T) とおく。このとき F は G の右随伴であり、 F′ は G′ の右随伴である。
Brenner & Butler (1980) は傾関手が mod A と mod B のある部分圏の間に圏同値を与えることを示した。具体的には mod A の部分圏を {\displaystyle {\mathcal {F}}=\ker F}, {\displaystyle {\mathcal {T}}=\ker F'} で定め、mod B の部分圏を {\displaystyle {\mathcal {X}}=\ker G}, {\displaystyle {\mathcal {Y}}=\ker G'} で定めると {\displaystyle ({\mathcal {T}},{\mathcal {F}})} は mod A における torsion pair であり、{\displaystyle ({\mathcal {X}},{\mathcal {Y}})} は mod B における torsion pair である。さらに関手 F, G の制限は {\displaystyle {\mathcal {T}}} と {\displaystyle {\mathcal {Y}}} との間の圏同値を与え、関手 F′, G′ の制限は {\displaystyle {\mathcal {F}}} と {\displaystyle {\mathcal {X}}} との間の圏同値を与える。（これらの圏同値は torsion pairs {\displaystyle ({\mathcal {T}},{\mathcal {F}})} と {\displaystyle ({\mathcal {X}},{\mathcal {Y}})} の順序を入れ替えていることに注意。）
傾理論は T を射影生成素とすれば森田同値が得られるので、森田理論の一般化とみることもできる；このとき {\displaystyle {\mathcal {T}}=\operatorname {mod} A} で {\displaystyle {\mathcal {Y}}=\operatorname {mod} B} である。
もし A が大域次元有限ならば、 B が大域次元有限であり、F と F′ の差がグロタンディーク群 K0(A) と K0(B) の間の等長写像を誘導する。
もし A が遺伝的（つまり B が tilted algebra）で、B の大域次元が高々 2 ならば、torsion pair {\displaystyle ({\mathcal {X}},{\mathcal {Y}})} は分裂する；つまり mod B のすべての直既約対象は {\displaystyle {\mathcal {X}}} または {\displaystyle {\mathcal {Y}}} に属する。
Happel (1988) と Cline, Parshall, Scott (1986) は一般に A と B は導来同値（つまり導来圏 Db(mod A) と Db(mod B) とが三角圏として同値）であることを示した。